# Spartan Nash
Spartan Nash Company, av företaget skrivet SpartanNash Company, är ett amerikanskt multinationellt detaljhandelsföretag som driver livsmedelsbutiker, under olika butikskoncept, i Bahrain, Djibouti, Honduras, Irak, Japan, Kuba, Kuwait, Puerto Rico, Qatar, Sydkorea, USA samt länder i Europa. Företaget är också verksam inom partihandel.

## Historik
Den 22 juli 2013 meddelades det att det Michigan-baserade Spartan Stores och det Minnesota-baserade Nash Finch skulle bli fusionerade med varandra för 1,3 miljarder amerikanska dollar. Den 26 november blev fusionen officiell medan i maj året efter fick företaget det nuvarande namnet.